# Thomas Anderson (scheikundige)

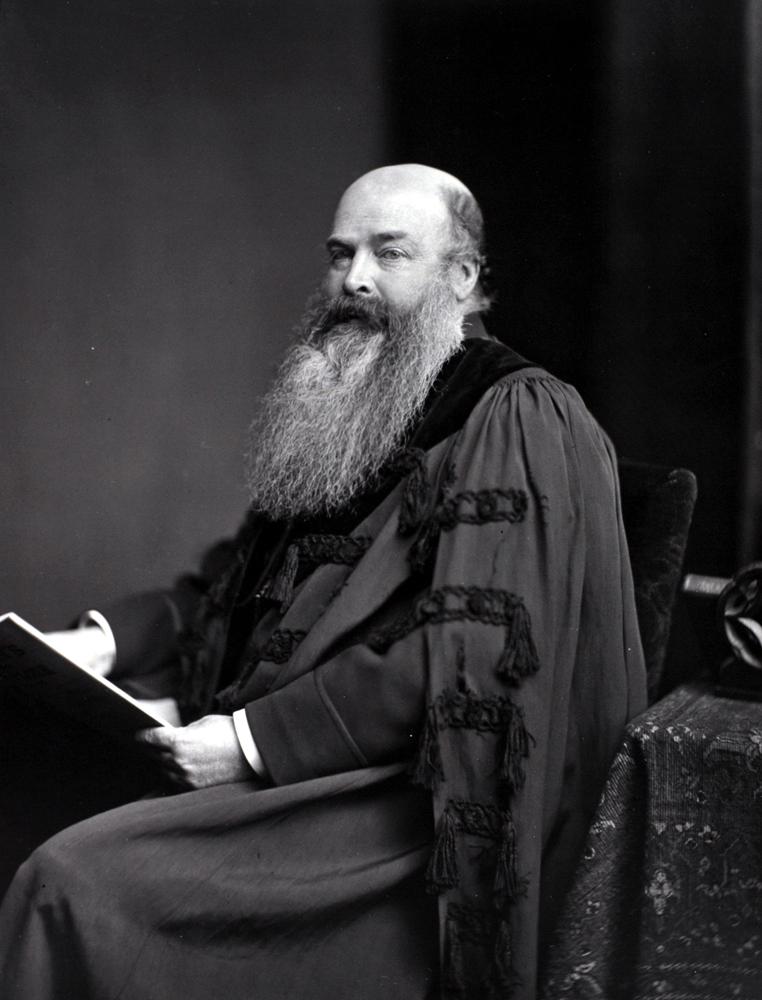
Thomas Anderson

Thomas Anderson (Edinburgh, 2 juli 1819 – Chiswick, 2 november 1874) was een Schots scheikundige die vooral bekend is door zijn ontdekking van pyridine in 1868. Zijn onderzoek naar alkaloïden leidde ook tot de correcte structuurformule van codeïne. Naast zijn werk binnen de (structurele) organische scheikunde, deed Thomas Anderson ook onderzoek binnen de landbouwchemie. Zo schreef hij meer dan 130 papers over ander andere eigenschappen en gebruik van meststoffen, plantenziekten en bodems.
Thomas Anderson studeerde in 1841 af van de Universiteit van Edinburgh, als doctor in de geneeskunde. Reeds tijdens zijn studies had hij een bijzondere belangstelling ontwikkeld voor de scheikunde, en na het behalen van zijn graad in de geneeskunde studeerde hij verder onder Jöns Jacob Berzelius (Zweden) en Justus von Liebig (Duitsland). In 1852 werd Anderson aangesteld tot hoogleraar aan de Universiteit van Glasgow, een positie die hij tot het einde van zijn carrière zou behouden.
In 1872, twee jaar voor zijn dood, kreeg Anderson de Royal Medal van de Royal Society.